# Gadalla Gubara
Gadalla Gubara (1921-2008) foi um cinegrafista, produtor, diretor e fotógrafo sudanês. Por cinco décadas, produziu mais de 50 documentários e três longas-metragens. Foi pioneiro no cinema africano, como co-fundador da Federação Pan-Africana de Cineastas FEPACI e do festival de cinema FESPACO (Ouagadougou, Burkina Faso). Sua filha, Sara Gubara, formada no Instituto de Cinema do Cairo, Egito, ajudou-o em seus projetos posteriores, depois que ele perdeu a visão. 

## Biografia
Em 1955 produziu o primeiro filme colorido africano, Song of Khartoum. Gubara tornou-se o principal cineasta da recém-criada Unidade de Cinema do Sudão, sob o Ministério da Cultura e Informação. Durante esse período, ele documentou tudo com sua câmera: reuniões do governo com o presidente Gamal Abdel Nasser do Egito ou o imperador etíope Haile Selassie em uma visita de estado, a vida noturna de Cartum, a construção de linhas ferroviárias, fábricas e barragens. No final da década de 1950, ele recebeu uma bolsa para continuar seus estudos de cinema na Universidade do Sul da Califórnia e foi nomeado diretor da Unidade de Cinema do Sudão ao retornar em 1962.
Querendo produzir seus próprios documentários e, principalmente, longas-metragens, deixou a Unidade de Cinema do Sudão e fundou o primeiro estúdio de cinema privado do país, o Studio Gad, em 1974. Seu primeiro longa-metragem foi Tajouj, vencedor do Estatuto de Nefertiti (o maior prêmio de cinema do Egito) no Festival de Cinema do Cairo em 1982, e ganhou prêmios em festivais de cinema em Alexandria, Ouagadougou, Teerã, Addis Abeba, Berlim, Moscou, Cannes e Cartago.
Ele perdeu a visão aos 80 anos, mas continuou com seus mais recentes projetos de cinema, com sua filha Sara Gubara ajudando-o. Em 2006, ele recebeu o Prêmio de Excelência por sua carreira no African Film Academy Awards.
Entre 2014 e 2016, grande parte de seus filmes foi digitalizada pelo Arsenal - Institute for Film and Video Art  em Berlim, Alemanha  e, portanto, foi exibida novamente ao público no Sudão e no Japão. estrangeiro.

## Filmografia (longas-metragens)
- Tajouj  (1977)
- Barakat Al-Sheikh  (1998)
- Les misérables , adaptação do romance de Victor Hugo (2006)[10]